# Ốc sứ vàng cam
Lyncina aurantium, tên tiếng Anh: golden cowrie, là một loài ốc biển, là động vật thân mềm chân bụng sống ở biển trong họ Cypraeidae, họ ốc sứ

## Hình ảnh

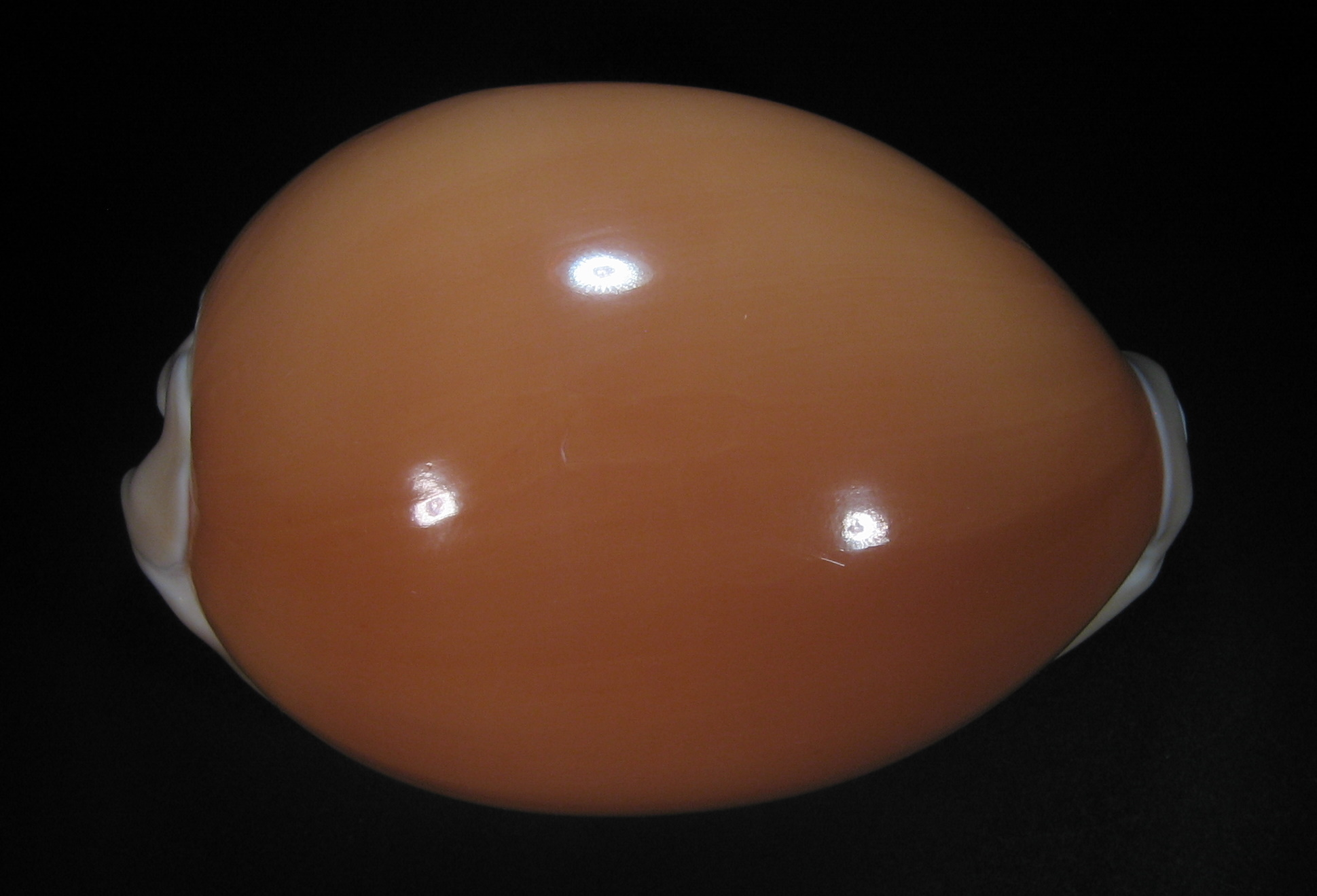
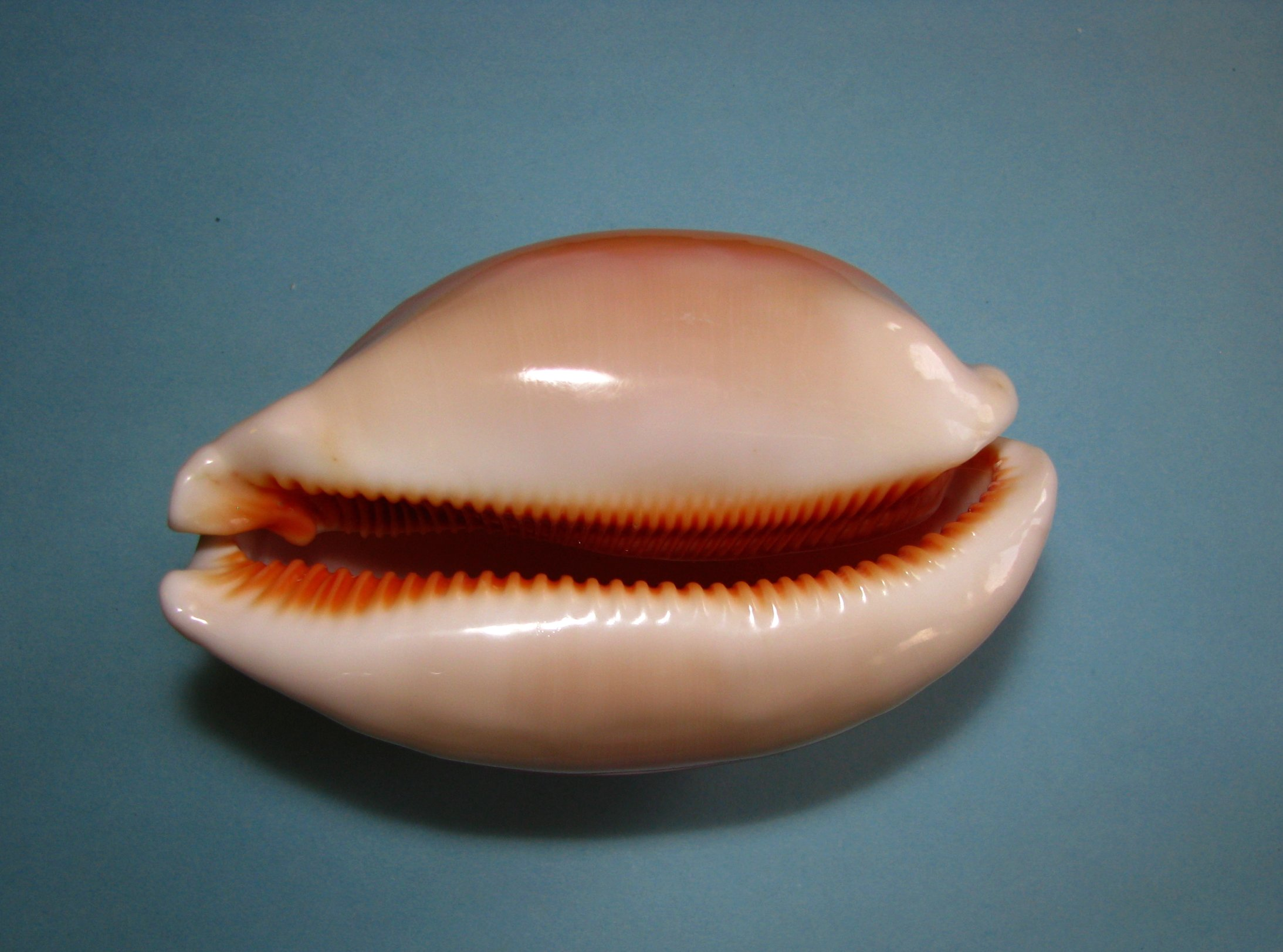
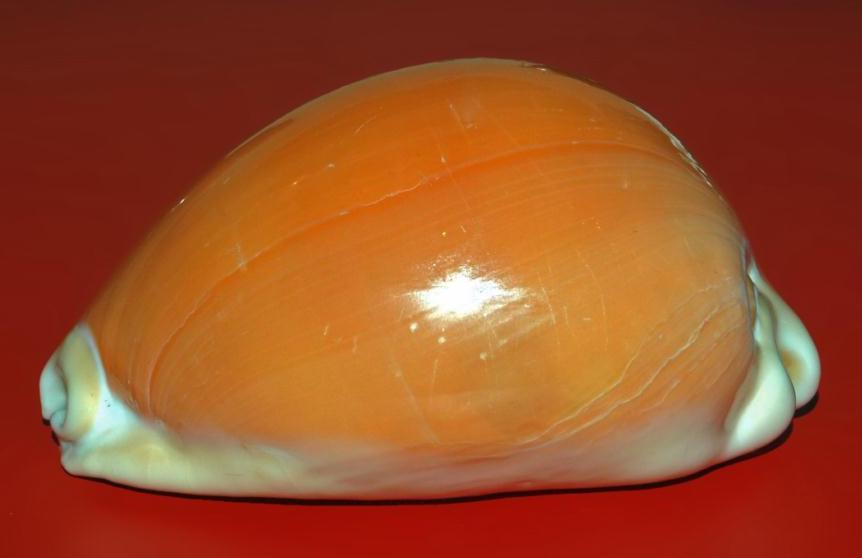
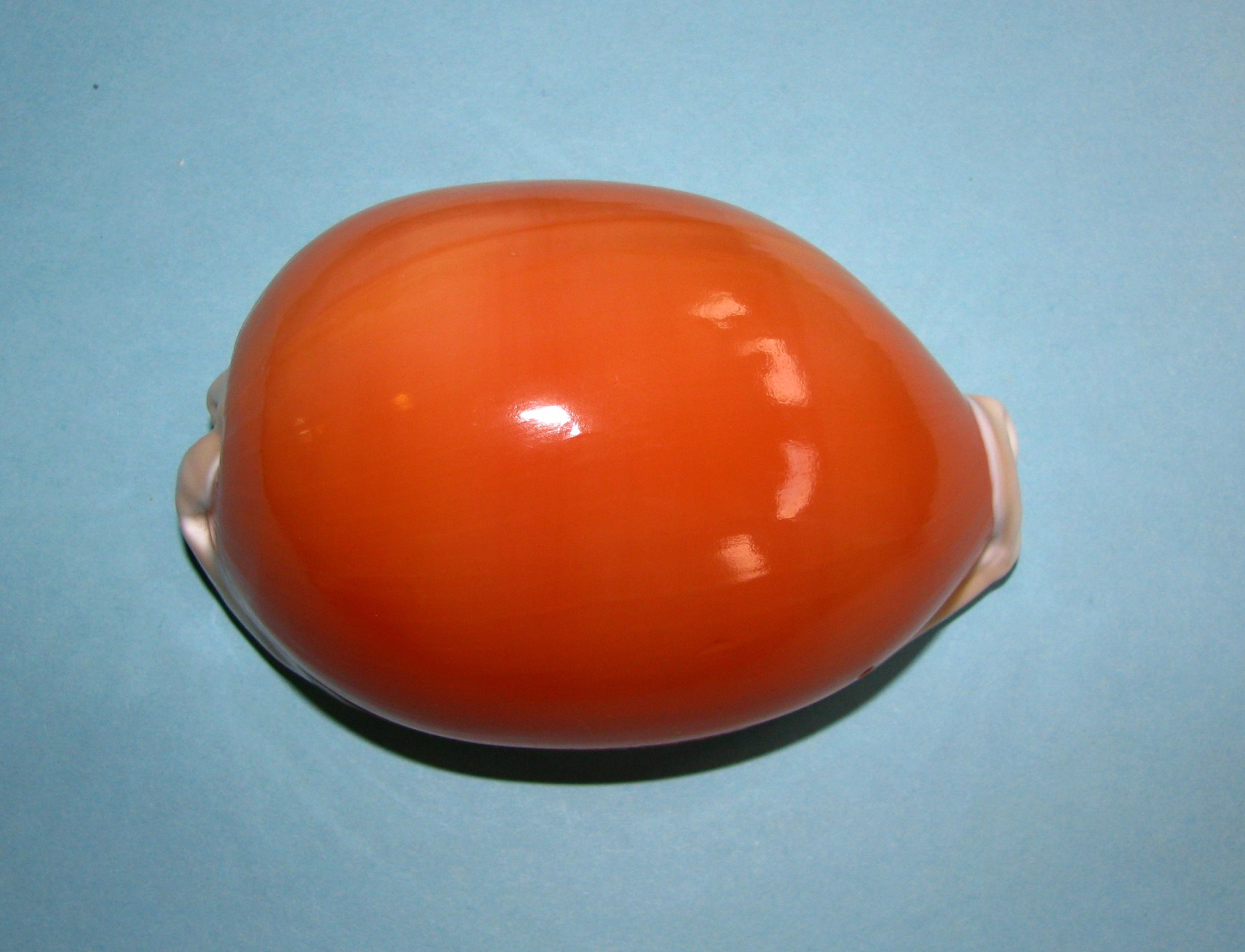